# Skylanders
Skylanders es una serie de videojuegos pertenecientes al género de acción y Toys to life, publicados por Activision. Los videojuegos de la serie se juegan colocando figuras de personajes llamadas Skylanders en el "Portal del poder", un dispositivo que lee las etiquetas de las figuras a través de NFC e "importa" el personaje representado por la figura al videojuego como un personaje jugable.
Algunos de los Skylanders disponibles para jugar incluyen a Spyro el Dragón, Cynder y hasta Crash de la popular franquicia Crash Bandicoot los cuales fueron incluidos previamente en algunos videojuegos de la saga Spyro. Sin embargo, Skylanders no está relacionado con dicha saga.

## Argumento
La ambientación del videojuego tiene lugar en un mundo llamado Skylands, un reino lleno de aventuras e islas flotantes. Es el mismísimo centro del universo que constantemente se ve amenazado por las fuerzas del mal que buscan gobernar Skylands y obtener acceso a todos los mundos. Afortunadamente, un grupo de héroes llamados Skylanders usan sus habilidades y maquinaria para defender su mundo de diversas amenazas, lo que han hecho por generaciones. Trabajaron con los Maestros del Portal para mantener la paz y el equilibrio en Skylands, luchando contra las fuerzas del mal y protegiendo el Núcleo de la Luz. Los Skylanders tienen un vínculo irrompible con sus Maestros del Portal. Aunque no son sirvientes, los Skylanders eligieron servir a su Maestro del Portal y lo hacen con entusiasmo. Cada Skylander está asociado con uno de los diez elementos de Skylands: Tierra, Aire, Fuego, Agua, Magia, Tecnología, Vida, No-muerto, Luz u Oscuridad.
La trama principal es que los Skylanders pasan por niveles para evitar que Kaos, el principal antagonista de la serie, gobierne Skylands.
Las versiones de consola de cada videojuego siguen historias idénticas, mientras que las versiones de Nintendo 3DS siguen historias diferentes de las versiones de consola.

## Videojuegos

### Skylanders: Spyro's Adventure(2011)

Spyro el Dragón es el protagonista de la primera entrega y un personaje central a lo largo de la serie

Skylanders: Spyro's Adventure es la primera entrega de la serie Skylanders. Sirve como introducción al personaje de Spyro en la franquicia de Skylanders, así como a un elenco de personajes jugables.
Las figuras de los personajes de este videojuego tienen una base verde.

### Skylanders: Giants(2012)
Skylanders: Giants es la segunda entrega de la serie Skylanders ambientada como continuación directa de Spyro's Adventure. Presenta un nuevo equipo de Skylanders llamados "Gigantes", criaturas masivas que fueron los primeros Skylanders reunidos para detener el reinado de los Arkeyans. A diferencia de los otros Skylanders, los Gigantes pueden levantar, tirar y destruir árboles, así como caminar sobre cosas que pueden contener monedas. Los jugadores usan los Gigantes cuando Kaos ha encontrado la forma de reactivar el Conquertron Arkeyan.
Las figuras de los personajes de este videojuego tienen una base naranja.

### Skylanders: Swap Force(2013)
Skylanders: Swap Force es la tercera entrega. Tomando lugar en otra parte de Skylands llamada Islas Rompenubes, el jugador toma el control de un nuevo grupo de Skylanders llamado "Swap Force" que tiene la habilidad de intercambiar mitades y habilidades. Usando a la Swap Force, los Skylanders los usan para luchar contra Kaos y su madre Kaossandra.
Las figuras de los personajes de este videojuego tienen una base azul.

### Skylanders: Trap Team(2014)
Skylanders: Trap Team es la cuarta entrega. El jugador toma el control de un nuevo equipo de Skylanders llamado "Trap Team", que usa el armamento Traptanium para derrotar a varios villanos después de que Kaos los haya liberado de la Prisión Rompenubes. El juego también presenta las Trampas, pequeños cristales de Traptanium que permiten al jugador capturar a los villanos en el videojuego y jugar como ellos.
Las figuras de los personajes de este videojuego tienen una base roja.

### Skylanders: SuperChargers(2015)
Skylanders: SuperChargers es la quinta entrega de la serie. Se presenta a un nuevo grupo de Skylanders llamados "SuperChargers" que pilotan vehículos especiales que permiten a los Skylanders crear divisiones para viajar a través de portales similares. Este es el primer videojuego de la franquicia en donde aparecen otras franquicias, ya que fueron incluidos en las versiones de Wii U y Nintendo 3DS de Nintendo los personajes Donkey Kong con el apodo de Turbo Charge Donkey Kong y Bowser como Hammer Slam Bowser.

### Skylanders: Imaginators(2016)
Un sexto juego fue lanzado el 16 de octubre de 2016 en América del Norte, el 14 de octubre de 2016 en Europa y el 13 de octubre de 2016 en Australia y Nueva Zelanda. En junio de 2016, Activision anunció que el videojuego se titularía Skylanders: Imaginators, que permite a los jugadores crear y personalizar sus propios Skylanders llamados Imaginators. El título fue desarrollado por Toys for Bob.
La popular franquicia Crash Bandicoot y sus personajes principales, Crash y el Dr. Neo Cortex son estrellas invitadas como personajes jugables en el videojuego, marcando su primera aparición en un videojuego desde Crash Bandicoot Nitro Kart 2 en 2010. Son exclusivos para los paquetes de iniciación de PlayStation 3 y PlayStation 4, pero se pueden usar en todas las consolas. Crash Bandicoot y Neo Cortex aparecen como parte del equipo de los Skylanders Sensei cuyo trabajo es entrenar a los Imaginators.

## Series derivadas
Activision lanzó seis videojuegos como series derivadas de Skylanders en dispositivos móviles. Estos títulos incluyen:
- Skylanders: Cloud Patrol
- Skylanders: Battlegrounds
- Skylanders: Lost Islands
- Skylanders: Collection Vault
- Skylanders: SuperChargers Racing
- Skylanders: Battlecast
- Skylanders: Ring of heroes

## Figuras
Además de las figuras estándar, hay variantes como "Dark Spyro" para Skylanders: Spyro's Adventure y "Punch Pop Fizz" para Skylanders: Giants, ambas exclusivas para las versiones de Nintendo 3DS de los videojuegos respectivos, variantes "legendarias" (exclusivas de Toys "R" Us en EE. UU.), las variantes "Nitro" (exclusivas de Target en EE. UU.) y las variantes "chase" que son solo una diferencia estética en la figura sin diferencia en el videojuego.
El segundo videojuego presentó a los "Gigantes", Skylanders más grandes que pueden levantar árboles y rocas, mover islas y otras cosas que los Skylanders normales no pueden hacer. También hay versiones de la Serie 2 de los personajes de videojuegos anteriores que presentaron una nueva actualización exclusiva llamada Wow Pow Power, así como la capacidad de cambiar la ruta de actualización, y figuras "lightcore" que se encienden en el portal y tienen un ataque con una bomba ligera cuando entran primero en el nivel del videojuego. Las figuras gigantes también se iluminan, pero no tienen el ataque de la bomba ligera. Hubo 8 gigantes, 8 nuevos personajes "centrales", 24 personajes re-planteados, 8 figuras lightcore, 3 objetos mágicos y 4 compinches. A los 8 personajes de Spyro's Adventure que no obtuvieron una nueva figura en Giants los coleccionistas los llaman "los ocho olvidados".
El tercer videojuego de la serie, Swap Force, presenta las figuras de "SWAP Force" con la capacidad de cambiar las mitades superior e inferior, así como también los personajes de videojuegos anteriores con una habilidad Wow Pow adicional. Hubo 16 Skylanders "SWAP Force", 16 nuevos personajes principales, 16 figuras re-planteadas, y 8 figuras lightcore.
Skylanders: Trap Team, el cuarto videojuego de la serie, presentó a los Skylanders Trap Master, personajes que empuñan grandes armas hechas de traptanium y trampas que permiten capturar enemigos en el videojuego y jugar como ellos. También introdujo minifiguras y dos elementos nuevos, Oscuridad y Luz. Los minis difieren de los compinches anteriores al ser jugables en el videojuego. Se vendieron en paquetes dobles con su contraparte de tamaño normal. Hubo 18 Trap Masters, 18 nuevos personajes principales, 5 personajes de anteriores videojuegos y 16 minis.
El 5 de febrero de 2015, Activision anunció que se estaba desarrollando un quinto videojuego de Skylanders. Más tarde apareció en Amazon como Skylanders: SuperChargers. El 3 de junio de 2015, Activision anunció la fecha de lanzamiento de Skylanders: SuperChargers, para el 20 de septiembre de 2015. Esta entrega presentó a los SuperChargers que montan vehículos especiales y sus miembros consisten en Skylanders pasados que han sido reinventados y Skylanders SuperChargers que son nuevos en la serie de videojuegos. Dos personajes incluidos son Donkey Kong y Bowser de Nintendo.
Las figurillas generalmente son compatibles con los siguientes videojuegos. Las figuras para los nuevos personajes no son retrocompatibles, pero sí nuevas versiones de los caracteres anteriores. Por ejemplo: un Gill Grunt de  Spyro's Adventure es jugable en todos los videojuegos; Tidal Wave Gill Grunt de Trap Team aparecerá como un Gill Grunt normal en los primeros tres videojuegos, pero tendrá un poder extra en Trap Team y videojuegos posteriores.
Desde Spyro's Adventure hasta Trap Team, cada figura de personaje viene con una hoja de calcomanías, una tarjeta de coleccionista y un código único. Superchargers e Imaginators no incluyen estas cosas. El código se puede usar para desbloquear al personaje en los videojuegos de Skylanders que no usan el Portal de Power (videojuegos móviles y basados en la web).

## Universo

### Personajes
Mientras que los Skylanders son los principales personajes jugables de la serie, reciben ayuda de muchos personajes secundarios y se enfrentan a muchos villanos durante sus aventuras. Los jugadores actúan como "Maestros del Portal" donde colocan la figura de Skylander en el portal para operarlos.
Spyro el Dragón es un Skylander popular que es el defensor número uno de Skylands. Cada Skylander fue descubierto por un Maestro del Portal llamado Maestro Eon, Spyro u otro Skylander después de que se demostró que luchaban contra las amenazas a su hogar.
Los aliados conocidos de los Skylanders incluyen al piloto Mabu Flynn, el aventurero Mabu Cali, el asistente Mabu del maestro Eon, Hugo, el habitante de Woodburrow Tessa y su pájaro Bigotes, el hada Perséfone y el veterano Mabu Buzz.
Un pícaro Maestro del Portal llamado Kaos sirve como el principal antagonista de la serie. Fuera de ser atendido por su mayordomo Troll Glumshanks, Kaos es servido por un ejército de Cíclopes, Drows, Chompies, Greebles, Spell Punks y Trolls.

### Skylands
Skylands es el escenario principal de la serie, un mundo que se encuentra en el centro mismo del universo. Consiste en muchas islas flotantes donde cada una tiene sus propios ecosistemas, como bosques, selvas tropicales, desiertos, áreas árticas, pantanos, montañas y áreas marinas.
Cada uno de los videojuegos tiene un centro de actividades donde los Skylanders pueden comenzar sus misiones:
- Skylanders: Spyro's Adventure tiene las ruinas como el centro de actividades donde se encontraba la ciudadela del Maestro Eon y fue restaurada lentamente cuando se reensambló el Núcleo de Luz. En la versión para Nintendo 3DS, fue reemplazado por el Santuario.
- Skylanders: Giants tiene el Dread-Yacht que es el dirigible de Flynn.
- Skylanders: Swap Force tiene la tierra natal de Tessa Woodburrow en las islas Rompenubes. En la versión 3DS, fue reemplazado por la ciudad natal de Flynn llamada Boom Town.
- Skylanders: Trap Team, Skylanders: SuperChargers y Skylanders: Imaginators tiene la Academia Skylanders establecida por Buzz donde los que quieren convertirse en Skylanders obtienen su educación. En Skylanders: SuperChargers, la Academia Skylanders fue rediseñada luego de los recientes ataques.
- Junto con la Academia, Skylanders: Imaginators tiene el Mysterious Ancient Place (M.A.P.), el lugar donde se creó toda la creación y la sede de los Antiguos. Conecta los capítulos del videojuego y la Academia.

## En otros medios

### Novelas
Una serie de libros en la franquicia Skylanders comenzó con Skylanders: The Machine of Doom que tiene lugar antes de los eventos de Skylanders: Spyro's Adventure. Fue escrito por Cavan Scott, quien más tarde escribiría secuelas de la novela bajo la serie Skylanders: The Mask of Power, que también sirven como precuelas para Spyro's Adventure.

### IDW Publishing
IDW Publishing creó una serie de cómics asociados con la franquicia de Skylanders que tiene eventos que tienen lugar entre los videojuegos.

### Serie de televisión
En 2015, se anunció que Activision Blizzard Studios produciría una serie animada de televisión basada en Skylanders. La primera temporada se estrenó en Netflix el 28 de octubre de 2016, y la segunda temporada se estrenó el 6 de octubre de 2017.

## Recepción
| Videojuego                    | GameRankings                                                             | Metacritic                                     |
| ----------------------------- | ------------------------------------------------------------------------ | ---------------------------------------------- |
| Skylanders: Spyro's Adventure | (PC) 93% (3DS) 84% (X360) 81% (Wii) 80% (PS3) 79%                        | (3DS) 82 (Wii) 81 (X360) 78 (PS3) 77           |
| Skylanders: Giants            | (X360) 82% (PS3) 79% (WIIU) 78% (Wii) 78% (3DS) 63%                      | (X360) 80 (WIIU) 80 (Wii) 78 (PS3) 77 (3DS) 59 |
| Skylanders: Swap Force        | (WIIU) 88% (Wii) 88% (X360) 85% (PS3) 84% (XONE) 80% (PS4) 80% (3DS) 73% | (WIIU) 89 (X360) 83 (PS3) 83 (PS4) 79 (3DS) 68 |
| Skylanders: Trap Team         | (WIIU) 84% (XONE) 80% (PS4) 78% (3DS) 60%                                | (WIIU) 86 (XONE) 78 (PS4) 78                   |
| Skylanders: SuperChargers     | (WIIU) 86% (XONE) 77% (PS4) 81% (X360) 70%                               | (WIIU) 87 (XONE) 76 (PS4) 81                   |
| Skylanders: Imaginators       | (SWITCH) 77% (XONE) 84% (PS4) 81%                                        | (SWITCH) 72 (XONE) 78 (PS4) 79                 |

Skylanders: Spyro's Adventure recibió críticas generalmente favorables, muchas elogiando el uso tecnológico del "Portal del Poder". Aunque algunos críticos criticaron la ausencia de multijugador en línea, los juguetes de los Skylanders fueron ampliamente elogiados. Skylanders: Spyro's Adventure fue nominado para dos premios de la Toy Industry Association: "Juego del año" y "Juguete innovador del año".
Skylanders: Giants recibió críticas generalmente positivas. Sin embargo, las críticas de GameRankings y Metacritic fueron ligeramente inferiores a las del videojuego anterior en algunas plataformas. Cheat Code Central le dio al juego 9.2/10 y comentó que "parece que alguien finalmente consiguió todo bien al crear una secuela" y elogió la capacidad de usar los juguetes de Skylanders del primer videojuego en el segundo.
A febrero de 2015, la serie Skylanders ha alcanzado el umbral de 3 mil millones de dólares en ventas, con 175 millones de juguetes vendidos desde 2011, convirtiendo a la serie en una de las 20 franquicias de videojuegos más vendidas de todos los tiempos. A partir de 2015, se vendieron más de 250 millones de juguetes. A partir de 2016, más de 300 millones de juguetes se han vendido y la franquicia se ha convertido en la 11.ª franquicia de consolas más grande de todos los tiempos.